# Warenhaus Barasch (Heilbronn)

Warenhaus Barasch in Heilbronn: Schaufenster-Fassade mit Entresol (Bauleitung: Architekt A. Braunwald)

Das Warenhaus Barasch an der Kaiserstraße 48 in Heilbronn war ein Kaufhaus, das der jüdischen Familie Barasch gehörte. Die Familie führte zahlreiche Warenhäuser, von denen das Warenhaus Barasch in Breslau das bekannteste war. Der Architekt Adolf Braunwald lieferte für das Gebäude einen nicht ausgeführten Entwurf, der auf die Gebrüder Barasch und auf Breslau hinwies. Ausgeführt wurde hingegen der von Braunwald entworfene Gebäudeschmuck mit Formen des Jugendstils. Es wurde am 6. November 1905 als Warenhaus von Barasch-Lißmann bzw. Warenhaus Gustav Barasch eröffnet. Die Firma Barasch-Lissmann existierte bis 1933. Die nach Entwürfen von Adolf Braunwald von dem Kunstschmied August Stotz gefertigte Jugendstil-Ladenfassade aus dem Jahr 1905 wurde vielfach rezipiert, so 1912 in Werbebroschüre mit Abbildungen von Arbeiten der Fa. August Stotz Söhne aus den Jahren 1905-1910 und 1985 von Erwin Mehne in Schmiedekunst um die Jahrhundertwende in Heilbronn. Die Jugendstilausstattung wurde allerdings bei der Neueröffnung als „Warenhaus Landauer“ im Jahre 1910 durch Max Kaufmann wieder entfernt. Das Gebäude wurde 1907 in Der Profanbau. Zeitschrift für Geschäftshaus-, Industrie- und Verkehrs-Bauten beschrieben.

## Geschichte

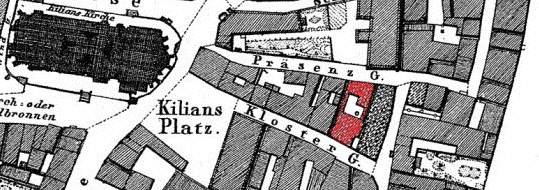
Heilbronner Stadtplan von 1834, Präsenzgasse 8 (33 A), später Kaiserstraße 48.

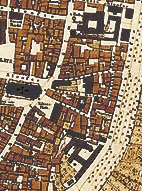
Heilbronn, die Präsenzgasse 8 (33 A), später Kaiserstraße 48, ist schwarz markiert genauso wie die anderen Sakralbauten

Präsenzgasse 8 (33 A), später Kaiserstraße 48 (traufständiges Haus links) nach dem Durchbruch der Präsenzgasse zur Allee 1897

Im Mittelalter befand sich dort das Pfarrhaus des ersten Stadtpfarrers. 1474 erwarb die Stadt das ehemalige Pfarrhaus als Predigerwohnung, anschließend wurde es Senioratshaus und dann Dekanatshaus. 1863 wurde es von der Stadt an Privatleute verkauft.
Im Hof befand sich um 1800 ein Pumpbrunnen, der auch im Primärkatasterplan von 1636 belegt ist.
Vor der Umgestaltung der Kaiserstraße zu einer Durchgangsstraße im Jahr 1897 hatte das Anwesen an der Kaiserstraße 48 die Adresse Präsenzgasse 8 und bei der Häuserzählung 1855 die Hausnummer 33 A erhalten. Laut einer Beschreibung von Helmut Schmolz handelte es sich dabei um ein traufständiges Haus mit aufgesetztem Zwerchhaus, das klassizistisch umgebaut worden war.

### 1905–1910

Gebäude des Warenhauses Barasch in Heilbronn, Kaiserstraße 48.

Türeingang für das Warenhaus Barasch

Nach der Umgestaltung der Kaiserstraße entstanden auf zahlreichen der alten Grundstücke aufwändig gestaltete Prachtbauten der Gründerzeit. So entstand 1905/06 an der Kaiserstraße 48 ein Geschäftshaus für die Kaufleute Emil und Reinhold Jooß. In dem Gebäude befanden sich eine Immobilien- und Hypothekenagentur, die von Friedrich Jooß (gest. 1897) im Jahre 1870 gegründet worden war und von seinem Sohn Emil Jooß (* 31. Dezember 1870; † 15. Januar 1953) bis zur Zerstörung 1944 fortgeführt wurde. Für die Kaufleute Emil und Reinhold Joos wurde auch das nahegelegene Haus Kaiserstraße 40 erbaut.
Zudem befand sich in dem Geschäftshaus das Warenhaus von Barasch-Lissmann, das laut der Beschreibung des Historikers Friedrich Dürr in der Chronik Heilbronn am 6. November 1905 eröffnet wurde. Im Adressbuch der Stadt Heilbronn wurde es jedoch als Warenhaus der Firma Gustav Barasch an der Kaiserstraße 48 geführt. Hannchen Hermine Barasch, geb. Lissmann (* 19. Mai 1874 in Koblenz; † 26. Oktober 1932 in Frankfurt am Main) war die Tochter von Hermann Lißmann und Julie Kallmann.
Der Händler Max Kaufmann übernahm das Warenhaus an der Kaiserstraße 48 und eröffnete dort am 1. Oktober 1910 das Warenhaus Landauer neu.

### 1912–1933
Nach dem Tod ihres Mannes eröffnete Hanna Barasch im Jahre 1912 ein Putzgeschäft an der Großen Biedermannsgasse 1 und später das Spezial-Putzgeschäft Barasch-Lissmann an der Fleinerstraße 24. 1920 eröffnete sie ein Putz- und Modewaren-Spezialhaus sowie einen Spielwarenladen in der Kaiserstraße 34; wohnte selbst aber in der Kaiserstraße 30. 1923 heiratete sie den Frankfurter Sanitätsrat Dr. Siegmund Auerbach (* 29. April 1866 in Nordhausen, Thüringen; † 2. Juli 1923 in Frankfurt am Main). Sie war in den Jahren 1925, 1929 und 1931 Inhaberin der Firma Barasch-Lissmann Damenhüte an der Kaiserstraße 4.
Im Januar 1933 übernahm der Kaufmann Wilhelm (Willi) Mayer das Geschäft. Im selben Jahr fanden die ersten nationalsozialistisch verordneten Judenboykotte und Pogrome statt. 1938 wurde das Damenhutgeschäft Hanna Barasch-Lissmann (Kaiserstraße 4) als Damenhut-Spezialgeschäft Wildt wiedereröffnet.

## Beschreibung

### Lage und Umgebung
Das Gebäude, das an der Kaiserstraße östlich der Kilianskirche stand, wurde auf seiner Westseite vom Haus Heinrich Grünwald (Kaiserstraße 46) und auf seiner Ostseite vom Haus Fleischmann (Kaiserstraße Nr. 50) flankiert.

### Architektur und Kunst
Das Gebäude an der Kaiserstraße 48 zählte zu einer Gruppe repräsentativer Gebäude, die die Kaiserstraße in Heilbronn zur Prachtstraße der Gründerzeit machten: „Nirgends gab sich Heilbronn großstädtischer“.
Das Warenhaus Barasch war aufwändig im Jugendstil von August Stotz nach Entwürfen des Architekten Adolf Braunwald dekoriert worden, der auch verschiedene nicht realisierte Entwürfe für das Gebäude geliefert hatte. Bei der Übernahme des Warenhauses durch den Großhändler Max Kaufmann und der Neueröffnung am 1. Oktober 1910 als Warenhaus Landauer ging die gesamte Jugendstilausstattung der Ladenfassade verloren.
So kennzeichnete das Ladenlokal eine nach Entwürfen von Braunwald durch Stotz gestaltete „Schaufenster-Fassade mit Entresol“ (dt.: Sonnenlichteinfall). Das heißt, über dem Erdgeschoss mit Schaufenstern befand sich ein gläsernes Mezzanin, durch das ebenfalls das Tageslicht einströmen konnte. Der Türeingang für das Warenhaus Barasch war aufwändig mit Kunstschmiedearbeiten geschmückt, die stilisierte Blumen darstellten. Eingraviert war beiderseits der Tür die Grußform Salve.
Der Jugendstilbau habe laut der Beschreibung von Markus Löffelhardt in Heilbronn: Neue Architektur in Stadt und Landkreis den Klosterhof-Neubau wesentlich beeinflusst – so sei der Neubau „vom Gedanken an Gründerzeitbauten“ inspiriert und sei „unter Würdigung des historischen Kontexts [als] eine zeitgemäße und eigenständige Neuinterpretation des Typus Stadthaus“ entstanden. Der heutige Neubau Klosterhof anstelle des Warenhauses Barasch wurde 2009 für die Investitions- und Treuhand GmbH Düsseldorf nach Entwürfen von Mattes Sekiguchi, Franz-Josef Mattes und Stefan Takanori Sekiguchi aus Heilbronn erbaut.

## Rezeption
Die Jugendstil-Ladenfassade aus dem Jahr 1905 wurde vielfach rezipiert, so 1912 in Werbebroschüre mit Abbildungen von Arbeiten der Fa. August Stotz Söhne aus den Jahren 1905-1910 und erneut im Jahre 1985 von Erwin Mehne in Schmiedekunst um die Jahrhundertwende in Heilbronn. Auch das Gebäude wurde vielfach rezipiert, u. a. in Der Profanbau. Zeitschrift für Geschäftshaus-, Industrie- und Verkehrs-Bauten.